# Vincetoxicum dionysiense
Vincetoxicum dionysiense är en oleanderväxtart som beskrevs av Mout.. Vincetoxicum dionysiense ingår i släktet tulkörter, och familjen oleanderväxter. Inga underarter finns listade i Catalogue of Life.